# Capnia giulianii
Capnia giulianii är en bäcksländeart som beskrevs av Nelson, C.R. och Baumann 1987. Capnia giulianii ingår i släktet Capnia och familjen småbäcksländor. Inga underarter finns listade i Catalogue of Life.